# Rung'abure
Rung'abure è una circoscrizione mista (rural ward) della Tanzania situata nel distretto di Serengeti, regione del Mara. Conta una popolazione di 13 553 abitanti (censimento 2012).